# Heterochromis multidens
Heterochromis multidens ist eine afrikanische Buntbarschart, die im mittleren Kongobecken nördlich von Pool Malebo, sowie im Ubangi, Ngupaya, Tshuapa, Dja und Sanga vorkommt.

## Merkmale
Heterochromis multidens wird maximal 30 cm lang und hat eine typische, allerdings relativ hochrückige Buntbarschgestalt. Die Fische sind unscheinbar grau oder braun gefärbt. Die Rückenflosse kann rot gesäumt sein. Im hinteren Abschnitt der Rückenflossenbasis befindet sich ein schwarzer Fleck. Jungfische zeigen auf der Mitte der Flanken oft ein dunkles Längsband. Alte Männchen bekommen einen deutlichen Stirnbuckel, während Weibchen ein wenig bunter sind.
- Flossenformel: Dorsale XIV/14-15;  Anale III/8-9.

Heterochromis multidens ist ein Substratlaicher und Offenbrüter.

## Systematik
Heterochromis multidens wurde 1900 durch den französischen Ichthyologen Jacques Pellegrin als Paratilapia multidens beschrieben und 1922 durch seinen britischen Kollegen Charles Tate Regan in die Gattung Heterochromis gestellt, die seither monotypisch geblieben ist. Heterochromis hat die Bedeutung „anderer Chromis“ (gr.: heteros = anderer); Chromis ist heute eine Gattung der Riffbarsche, in die früher aber auch Buntbarsche eingeordnet wurden. Heterochromis multidens ist wahrscheinlich der ursprünglichste heute noch lebende Buntbarsch und wird entweder als Schwesterart aller Neuwelt-Buntbarsche oder der übrigen afrikanischen Buntbarsche (Pseudocrenilabrinae) eingeordnet. Der schwedische Ichthyologe Sven O. Kullander stellt ihn 1998 als Schwestergruppe der Neuwelt-Buntbarsche in eine eigenständige Unterfamilie, die Heterochromidinae. Neuere Untersuchungen unterstützen eher die These, dass es sich bei Heterochromis multidens um den ursprünglichsten afrikanischen Buntbarsch handelt und die Art wird in einer Tribus Heterochromidini an der Basis der Pseudocrenilabrinae eingeordnet (siehe Kladogramm).

## Gefährdung
In der Roten Liste der IUCN wird der Status der Art als ungefährdet (Least Concern) angegeben.